# NGC 4696
NGC 4696 је елиптична галаксија у сазвежђу Кентаур која се налази на NGC листи објеката дубоког неба.
Деклинација објекта је - 41° 18' 42" а ректасцензија 12h 48m 49,1s. Привидна величина (магнитуда) објекта NGC 4696 износи 10,2 а фотографска магнитуда 11,2. Налази се на удаљености од 38,833 милиона парсека од Сунца. NGC 4696 је још познат и под ознакама ESO 322-91, MCG -7-26-51, AM 1246-410, DRCG 56-39, DCL 242, PGC 43296.